# マクロスシリーズ (ゲーム)
1982年に放送されたテレビアニメ『超時空要塞マクロス』およびその関連作品群「マクロスシリーズ」については、複数の会社からコンピュータゲーム作品が発表されている。

## 概要
主流はVF-1 バルキリーをはじめとする可変戦闘機（バルキリーと総称）を操り、異星人勢力と戦うシューティングゲームであり、「ファイター」「ガウォーク」「バトロイド」の三段変形機構を活用して、地上戦から空戦まで展開に変化をつける工夫がされている。また、「板野サーカス」と呼ばれるミサイル乱射アクションの再現も重視されている。
初期から1990年代半ばまでの8ビット、16ビットゲーム機では2Dのスクロール方式が主流で、初代作品『超時空要塞マクロス』のストーリーをなぞったものや、外伝的なアレンジを加えた作品が多い。河森正治、宮武一貴、美樹本晴彦ら初代メインスタッフがメカのバリエーションやオリジナルキャラクターのデザインを書き下ろしたものもある。
PlayStation登場以後の1990年代中盤からは、CG技術の発展もあり、バルキリー特有の高機動アクションを3Dフライトシューティングで再現することが可能となり、こちらが中心となっていく。『マクロス デジタルミッション VF-X』以降は、河森や板野一郎がゲームシステムの監修にも加わり、映像作品に登場しないものを含めた歴代の可変戦闘機が選択可能となり、プレイバリューが大きく広がっている。同時にアニメスタッフによるムービーが導入され、アニメ作品で描かれなかった部分が補完されるようになる。
宮武は「河森君も僕も本編という言い方はわざとしないようにしているんです。僕らはプラモデルやおもちゃからゲームまで、そういうものすべて横並びの『マクロス』という作品なんだ、という考えでやっていますから」 と語っている。1999年に発売されたゲーム『マクロス VF-X2』で設定された機体であるVB-6 ケーニッヒモンスターが、2008年にはテレビアニメ『マクロスF』に登場するという逆輸入現象も起こっている。
2010年代にはゲーム環境の変化に応じて、Blu-ray Disc1枚に劇場映画とPlayStation 3用3Dシューティングゲームを同梱した「HyBrid Pack」というパッケージが登場したり、携帯型ゲーム機やスマートフォンのような小型端末の通信機能を活かすタイトルが増えている。
このほかバンプレストの「スーパーロボット大戦シリーズ」や「Another Century's Episodeシリーズ」にも、他の番組のロボットとともに「マクロスシリーズ」の兵器やキャラクターが出演している（後述）。

## 家庭用ゲーム機

### 超時空要塞マクロス (アルカディア)
1983年発売。バンダイ。カートリッジ。
バンダイが輸入販売した海外ゲーム機、アルカディア用に日本独自で発売したキャラクターゲームのひとつ。シューティングゲームと、敵戦艦内部の中枢を破壊して時間内に脱出するゲームで構成される。

### 超時空要塞マクロス (ファミリーコンピュータ)
1985年12月発売。ファミリーコンピュータ用。開発はナムコ（現・バンダイナムコエンターテインメント）、販売はバンダイ。カートリッジ。

横スクロールシューティングゲーム。劇場版一条輝のVF-1S ストライクバルキリーを操り3形態を駆使しながらゼントラーディ軍・メルトランディ軍と戦う。BGMとしてリン・ミンメイの曲「小白竜（シャオパイロン）」が使用されている。当時はバンダイとナムコが合併する前で、総発売元はバンダイとなっているが、開発とカートリッジの製造はナムコ。ナムコの広告チラシにも掲載されているが、当時のファミリーコンピュータとMSXでのブランドである「NAMCOT」にはカウントされていない番外。

### 超時空要塞マクロス2036
1992年4月発売。PCエンジン・CD-ROM2用。メサイヤ（日本コンピュータシステム）。CD-ROM。
横スクロールシューティング。同年制作されたアニメ『超時空要塞マクロスII -LOVERS AGAIN-』の関連企画で、共通の設定をもつ。2036年、地球への復讐を企むカムジン一派はヌェルド基幹艦隊を呼び寄せ、マクシミリアン・ジーナス、ミリア・ファリーナ・ジーナス夫妻の長女コミリア・マリア・ジーナスが出撃する。オリジナル機体「VF-1SR」（VF-1Sの改良型）が登場する。

### 超時空要塞マクロス 永遠のラヴソング
1992年12月発売。PCエンジン・CD-ROM2用。メサイヤ（日本コンピュータシステム）。CD-ROM。
戦術シミュレーション。『超時空要塞マクロス2036』の続編で、2037年が舞台。ふたたびカムジン一派によりプラド基幹艦隊が呼び寄せられ、謎のメルトランディ軍も参戦する。最終話近くで「愛・おぼえていますか」が流れるが、ゲーム上で「愛・おぼえていますか」が使われたのはこれが最初である。ゲーム終盤に主人公の乗機としてVF-4が登場するが、バトロイド形態はのちの公式設定とはプロポーションが大きく異なる。
また主人公たちの母艦としてアームド級宇宙空母の派生級と推定される「プロメテウスII」強襲揚陸空母が登場し、ゼントラーディの艦船に対してダイダロス・アタックを敢行する。
システムは同社が開発した『ラングリッサー』をベースにしている。

### 超時空要塞マクロス スクランブルバルキリー
1993年10月29日発売。スーパーファミコン用。開発はウィンキーソフト、販売はザムス（バンプレスト(現・BANDAI SPIRITS)）。カートリッジ。
横スクロールシューティング。2010年が舞台で、VF-1の改良型のスクランブルバルキリーは一条輝、マックス、ミリア機から選択可能。音波攻撃によりゲーム中の敵キャラクターを自機のオプションとして使用できる「ミンメイ・キャノン」という要素がある。バルキリーデザインは河森正治、イラストレーションは美樹本晴彦。
シューティングゲームとしての完成度は高い反面、敵の攻撃を受けるとパワーダウンする仕様はプレイヤー泣かせ。障害物にぶつかるとほぼ即死する。

### マクロス デジタルミッション VF-X
1997年2月発売。PlayStation用。開発はUNiT、販売はバンダイビジュアル。CD-ROM。
「マクロス」関連ゲーム初の3Dフライトシューティング。2047年、謎の武装勢力に誘拐されたアイドルグループ「ミルキードールズ」を救出すべく、ステルス強襲揚陸艦ヴァルハラIIIが惑星エリュシオンへ派遣される。
本作には河森正治が監修、宮武一貴が各種デザイン、美樹本晴彦がキャラクター原案、板野一郎がメカ特技監修など、「マクロスシリーズ」のメインクリエイターが参加しており、『マクロス7』のキャラクターも一部登場する。

### 超時空要塞マクロス 愛・おぼえていますか
セガサターン (SS) / PlayStation (PS)用。SS版1997年6月、PS版1999年5月発売。開発はスカラベ、販売はバンダイビジュアル（現・バンダイナムコアーツ）。CD-ROM。
奥行きを加えた2.5D横スクロールシューティング。劇場版『超時空要塞マクロス 愛・おぼえていますか』のイベントをなぞり、VF-1各機体を操る。内容はオーソドックスなシューティングゲーム。河森正治が監修し旧声優陣が参加した新作ムービーパート（アニメーション制作は『VF-X』と同じくゴンゾが担当）が存在する。劇場版冒頭（土星付近）からさかのぼる第一次星間大戦勃発時の様子が描かれている。
システムは『機動戦士ガンダム』、『機動戦士Ζガンダム（SS版（前後編））』から受け継いでいる。
初回特典として、2016年に銀河系中心部で消息を絶ったメガロード-01からリン・ミンメイが最後に残したメッセージカードが付けられた。

### マクロス VF-X2
1999年9月発売。PlayStation用。開発はUNiT、販売はバンダイビジュアル。CD-ROM。
前作に続く3Dフライトシューティング。システムを見直し、ダイナミックな視点移動「バリアブルビュー」が導入された。2050年の銀河系を舞台に、統合軍特殊部隊「レイヴンズ」の活躍を描く。前作同様、河森や宮武らメインクリエーターが参加している。
2002年には限定1000本のキャンペーン非売品「スペシャルバージョン」が存在した。

### マクロスプラス -GAME EDITION-
2000年6月発売。PlayStation用。開発は翔泳社、販売はタカラ（現・タカラトミー）。CD-ROM。
3Dフライトシューティング。『マクロスプラス』OVA版と劇場版（MOVIE EDITION）を再編集した展開で、プレイヤーはイサム編（YF-19）かガルド編（YF-21）を選択する。演習ステージのあと、地球上で両機の一騎討ちに突入する。特定状況で「板野サーカス」が発生するダイナミック・シチュエーション・システム（DSS）を採用。ほかにフリープレイモードもある。BGMには菅野よう子のアニメサウンドトラックを使用している。

### マクロスM3
2001年2月発売。ドリームキャスト用。開発は翔泳社。GD-ROM。
3Dフライトシューティング。『超時空要塞マクロス』以降の2010 - 2030年代、マックス、ミリア夫妻が結成した特殊活動部隊「ダンシング・スカル」の活躍を描く。タイトルの「M3」とはマックス、ミリア夫妻と、彼らが養子にするゼントラーディ人の少女モアラミア・ジフォンの3人の頭文字のこと。
本作はドリームキャスト生産中止発表直後に発売された。

### 超時空要塞マクロス (PlayStation 2)
2003年10月発売。PlayStation 2用。開発はセガ（SEGA-AM2）、販売はバンダイ。DVD-ROM。
3Dフライトシューティング。発売元はバンダイだが、SEGA-AM2（現セガ）のエアロダンシング4開発チームが参加している。プレイヤー（主人公）が序盤の選択肢で、攻撃空母プロメテウスか宇宙空母アームドのどちらに配属を希望するかで、テレビ版と劇場版のストーリーに分岐するシステム。使用するVF-1各型も、テレビ版と劇場版の設定がある。原作アニメの一条輝を主役とした視点とは異なり、プレイヤーはサイドストーリー的な視点で同じ世界を体感する。主人公はスカル隊のバルキリーパイロットとしてスタートし、のちに「パープル小隊」（テレビ版ルート）あるいは「アポロ小隊」（劇場版ルート）を任され、ふたりの部下を率いることとなる。パーブル小隊、アポロ小隊ともに各作品劇中に名称が登場する部隊であるが、本作品で初めて詳細が語られることとなった。加えて、アニメ本編中で輝たちが不在だったころのマクロスの様子も、視点を他のバルキリー隊に変えることによって描かれている。
開発当初はYF-19、21等の使用もアナウンスされていたが、諸般の事情で割愛されている。

#### ストーリー (PS2)
愛は流れる（テレビ版ルート） - 主人公が空母プロメテウスのバルキリー隊に所属するところから始まる。初任務であるマクロス進宙式の警備中にゼントラーディとの戦闘が始まり、急遽マクロスの護衛に就いて転戦することになる。冥王星軌道上でトランスフォーメーション中のマクロスを防衛した功績などをロイ・フォッカー少佐に認められて昇進し、以降はパープル小隊を率いてゼントラーディとの戦いを進めてゆく。地球軌道上でのボドル基幹艦隊との最終決戦において、パープル小隊は各分岐艦隊を指揮するノプティ・バガニス級戦艦5隻を撃沈する。そしてマクロスが旗艦フルブス・バレンスを沈め、戦争は終結する。
愛・おぼえていますか（劇場版ルート） - 空母アームド01のバルキリー隊に配属になる予定の主人公が、南アタリア島近海までの輸送のために乗っていた空母プロメテウスからアームド01へ向かって飛び立った直後、ゼントラーディとの戦闘が始まる。主人公はのちにアポロ小隊を率いることになり、土星にて一条輝らが消息を絶ったあと、廃棄された敵船の調査や、火星基地で補給を行うマクロスを防衛する任務を負う。そして地球軌道上でのボドル基幹艦隊との最終決戦において、主人公は旗艦内へ突入しボドルザーを倒す。

#### フリーバトル
フリーバトルモードでは、ストーリーモードでクリアしたステージを自由に選択してプレイすることができる。機体の選択も可能で、特定のステージをクリアしたり、条件を満たしてクリアしたりすることで、ゲーム中で流行しているトレーディングカードを入手するというかたちで新たな機体が使用可能になってゆく。VF-1各機に加えて、VT-1、VE-1、VF-4などの機体も使用できるようになる。
隠し要素も存在し、劇場版ルートのSTAGE A-07「遺跡」を柿崎機でプレイすると、ステージ開始まもなく撃墜され、強制的に終了となる。劇場版最終ステージをVF-1S一条輝機のストライクバルキリー装備で出撃すると、原作の劇場版と同じように、プレイヤーキャラクターは、アポロリーダーから一条輝に代わり、ラストのナビゲートも、エマ・グレンジャーから早瀬未沙に代わる。部隊名も「アポロ小隊」から「スカル小隊」となる。

#### 登場人物 (PS2)
オリジナルキャラクターを主軸にした内容だが、原作のキャラクターも随所に登場する。担当声優は基本的に原作から変更されていないが、一条輝役の長谷有洋、ブリタイ・クリダニク役の蟹江栄司は制作時点で故人のため、それぞれ野島健児、大友龍三郎が演じ、ヴァネッサ・レイアード役の佐々木るんは米国に移住したため、佐久間紅美が代役を務めている。ほか、マイストロフ役、オイグル役の稲葉実も本作には出演せず、それぞれ中博史、藤井つとむに変更されている。なお、リン・ミンメイはストーリーのデモ画面などに登場し、歌唱曲も使用されているが、ミンメイ役の飯島真理は出演しておらず、言葉を発する場面もない。
以下は本作のオリジナルキャラクター。
主人公
氏名の設定はなく、ゲーム中では階級・コールサインのみで呼ばれる。プレイヤー＝主人公であることから、プロフィールの設定や台詞などはいっさい存在しない。テレビ版ルートエンディングで一度だけその姿が登場するものの、ヘルメットを被っているため人相は不明である。
テレビ版ルートでは、ゲーム開始時は地球統合軍航空訓練課程を終えてバルキリーパイロットになったばかりの曹長（コールサインはスカル7）で、乗機はVF-1A。冥王星軌道上の戦闘後に少尉となり、パープル小隊の小隊長に就任。地球帰還後には中尉に昇進し、それぞれVF-1J、VF-1Sに乗り換える。小隊長就任後のコールサインはパープルリーダー。小隊カラーは薄紫、小隊シンボルは雄牛の頭蓋骨。
劇場版ルートではアポロ小隊を率いることになる（コールサインはアポロリーダー）。小隊カラーはグレー、小隊シンボルはフレアを吹く太陽。
主人公はトレーディングカードゲームの流行自体を知らなかったが、序盤のいくつかのステージをクリアするごとにエマからトレーディングカードを譲られることで誤解が生じ、マクロスの一部のクルーの間では「主人公はトレーディングカードを集めている」という噂が広がる。
本作ではミリア・ファリーナがカムジン・クラヴシェラから聞かされて探す「敵の凄腕パイロット」とは主人公のことであり、ミリアが初めてマクロスを襲撃した際に彼女を撃退するのも主人公である。その後「敵の凄腕パイロット」（主人公）との再戦を狙って現れたミリアとマクシミリアン・ジーナス（マックス）が遭遇し、興味の対象が主人公からマックスへ移るという展開となる。
エマ・グレンジャー(Emma Granger)
声 - 櫻井智
イギリス人女性。18歳。身長164cm、体重48kg。髪はブロンドで、瞳はブラウン。
マクロスのブリッジで勤務する地球統合軍中尉。主任航空隊戦闘管制官である早瀬未沙の部下で、彼女の不在時にはオペレーション管理を代行する。以前は地球統合軍航空訓練課程における実機教練でオペレーターを務めており、その頃に訓練生だった主人公を担当する。上官の早瀬同様に若年ながら落ち着いており非常に優秀なオペレーターだが、生真面目で少々怒りっぽい。行動力もあり、マクロスのレーダーにトラブルが発生したおりには、周辺宙域のマッピングのため哨戒機での出撃を志願する。読書家のようで、エンディングでは積み上げた大量の本を抱えて書店から出てくる様子が描かれている。トレーディングカードマニアでもあるが、苦労して手に入れたカードを気前良く主人公に譲る。
エディ・ユーティライネン
声 - 加瀬康之
フィンランド人男性。19歳。身長195cm、体重83kg。金髪で、瞳は青色。 眉間から額の左上にかけて大きな傷跡がある。
地球統合軍軍曹。冥王星軌道上の戦闘後に小隊を任された主人公の部下として、ブルースとともに配属されてくる（コールサインは、パープル2もしくはアポロ2）。陽気で軽い男だが、操縦の腕前はフォッカー少佐のお墨付き。愛称は「A」。「エー」ではなく「エース」と呼んでほしがっているが、希望にこたえる者は誰もいない。後述するブルースとは性格は正反対ながら非常に息の合うコンビである。リン・ミンメイの大ファンという共通点もある。
ブルース・ルーデル
声 - 浦田優
ドイツ人男性。20歳。身長185cm、体重75kg。髪はブルーグレーで、瞳は黒に近い焦げ茶色。
地球統合軍軍曹。冥王星軌道上の戦闘後に小隊を任された主人公の部下として、エディとともに配属される（コールサインは、パープル3もしくはアポロ3）。物静かで冷静だが、たまに興奮することがある。やはり操縦の腕前はフォッカー少佐のお墨付き。愛称は「B」。マクロス内ではエディと合わせて「（パープルもしくはアポロ）小隊のAB」として知られている。

### マクロストライアルフロンティア
2010年10月7日発売。PlayStation 3用。開発はアートディンク、販売はバンダイナムコゲームス（現・バンダイナムコエンターテインメント）。BD-ROM。
『劇場版マクロスF 〜イツワリノウタヒメ〜 Hybrid Pack』に収録されている3Dフライトシューティングゲームで、基本システムは『マクロスアルティメットフロンティア』に準じているが、収録作品は『劇場版 マクロスF 〜イツワリノウタヒメ〜』のみである。

### マクロスラストフロンティア
2011年10月20日発売。PlayStation 3用。開発はアートディンク、販売はバンダイナムコゲームス。BD-ROM。
『劇場版 マクロスF 〜サヨナラノツバサ〜 Hybrid Pack』に収録されているゲームで、基本システムは『マクロストライアルフロンティア』に準じている。『イツワリノウタヒメ』『サヨナラノツバサ』の2作を収録し、新たにVF-27γスーパーパック装備やYF-29デュランダルなどが追加されている。

### 私の彼はパイロット2012
2012年7月26日発売。PlayStation 3用。開発はアートディンク、販売はバンダイナムコゲームス。BD-ROM。
『超時空要塞マクロス 愛・おぼえていますか Hybrid Pack』に収録。基本システムは『 - トライアルフロンティア』・『 - ラストフロンティア』に準ずる。登場機体・パイロットは劇場版『愛・おぼえていますか』に合わせて全面改訂。

### マクロス30 銀河を繋ぐ歌声
2013年2月28日発売。PlayStation 3用。開発はアートディンク、販売はバンダイナムコゲームス。BD-ROM。
「マクロスシリーズ」30周年記念作品。3Dフライトシューティングにストーリーや育成の要素を加えた「フライトアクションRPG」。2060年の惑星ウロボロスに時空間フォールドによって歴代シリーズのキャラクターたちが集合するオリジナルストーリー。シナリオは『マクロスF』のノベライズなどを手掛けた小太刀右京が担当。アニメパートは『マクロスF』のサテライトが制作。プレイヤー自身が開発することで使用可能な機体が増える。また、河森正治デザインのオリジナルバルキリー「YF-30 クロノス」が登場する。

### マクロス -Shooting Insight-
2024年3月14日発売。Nintendo Switch、PlayStation 5、PlayStation 4、Steam用。Steam版は2024年3月28日配信開始。開発はカミナリゲームス、販売はブシロード。
2023年1月9日に開催された「ブシロード新春大発表会 2023」において、新ゲームレーベル「BUSHIROAD GAMES」で制作されるタイトルのひとつとして発表された。当初は2023年発売予定とされていたが、のちに2024年1月25日、2024年3月14日と延期された。2023年8月24日にはパッケージ版の予約受付が開始された。パッケージ版はヴァイスシュヴァルツPRカードが同梱され、初回限定パッケージ版はそれに加えて美樹本晴彦による描き下ろしのパッケージに特典のアクリルプレートやブックレットが付属する。
ジャンルは「新感覚スクロールシューティングゲーム」とされ、ステージのシーンごとに横スクロール、縦スクロール、360度スクロールシューティングへ変化する。
参加作品は『超時空要塞マクロス 愛・おぼえていますか』『マクロスプラス』『マクロス7』『マクロス ゼロ』『マクロスF』『マクロスΔ』の6作で、45人のキャラクターが登場する。ストーリーは、マクシミリアン・ジーナスが艦長を務めるバトル7を舞台に、行方不明となった歌姫たちを救うため歴代作品のエースパイロットが集結して出撃するという内容。選択できるパイロットと機体は「工藤シン&VF-0A」、「一条輝&VF-1S」、「イサム・ダイソン&YF-19」、「ガムリン・木崎&VF-17S」、「早乙女アルト&VF-25F」、「ハヤテ・インメルマン&VF-31J」の6種類で、ステージ構成とストーリーはそれぞれ異なる。敵の撃墜や妨害レーダーの破壊により歌姫と通信がつながり、歌の力で戦闘が有利になる「Sync on（シンク・オン）」というシステムを採用している。
「模擬戦」ではライバルやエースパイロットと1対1で対決し、各シリーズの「名シーン」を描いた「マクロスメモリー」を入手できる。選択可能な対戦相手は「ノーラ・ポリャンスキー&SV-51γ」、「マクシミリアン・ジーナス&VF-1S」、「ガルド・ゴア・ボーマン&YF-21」、「ギギル&Fz-109F」、「ブレラ・スターン&VF-27γ」、「メッサー・イーレフェルト&VF-31F」、「キース・エアロ・ウィンダミア&Sv-262Hs」。
自分やほかのプレイヤーのプレイデータを再生して体感することもできる「リプレイ」機能もある。難易度は5段階で、入門者向けに自動回復を選択可能なシステムも用意されている。
当初は『超時空要塞マクロス 愛・おぼえていますか』の要素はパッケージ版にのみ収録されており、ダウンロード版は未収録と発表されていた。ダウンロード版では追加ダウンロードコンテンツで入手することが可能とされていた。その後、2024年3月12日に販売形態の変更が発表され、PlayStation 4版とPlayStation 5版ではダウンロード版にも『愛・おぼえていますか』の要素が収録されることが発表された。Nintendo Switch版とSteam版では当初の発表どおり、『愛・おぼえていますか』の要素はダウンロードコンテンツとなっている。

#### 登場人物（Shooting Insight）
参加アニメ作品からは以下のキャラクターが登場する。キャラクター名の横は担当声優名。
超時空要塞マクロス 愛・おぼえていますか
- リン・ミンメイ - 飯島真理
- 一条輝 - 野島健児
- 早瀬未沙 - 土井美加
- マクシミリアン・ジーナス - 速水奨
- カムジン03350 - 目黒光祐
- ブリタイ7018 - 蟹江栄司

マクロスプラス
- ミュン・ファン・ローン - 深見梨加
- イサム・ダイソン - 山崎たくみ
- ルーシー・マクミラン - 林原めぐみ
- ガルド・ゴア・ボーマン - 大塚明夫
- シャロン・アップル
- マージ・グルドア  - 速水奨

マクロス7
- 熱気バサラ - 神奈延年
- ミレーヌ・フレア・ジーナス - 平野綾
- ガムリン・木崎 - 子安武人
- 美保美穂 - 夏樹リオ
- マクシミリアン・ジーナス - 速水奨
- ギギル - 西村朋紘
- イワーノ・ゲペルニッチ - 井上瑤
- エルマ・ホイリー - 阪口あや

マクロス ゼロ
- サラ・ノーム - 小林沙苗
- 工藤シン - 鈴村健一
- マオ・ノーム - 南里侑香
- ノーラ・ポリャンスキー - 高山みなみ
- D.D.イワノフ - 大友龍三郎
- ロイ・フォッカー

マクロスF
- シェリル・ノーム - 遠藤綾
- ランカ・リー - 中島愛
- 早乙女アルト - 中村悠一
- ミーナ・ローシャン - 平野綾
- ブレラ・スターン - 保志総一朗
- オズマ・リー - 小西克幸
- ミハエル・ブラン - 神谷浩史

マクロスΔ
- フレイア・ヴィオン - 鈴木みのり
- ハヤテ・インメルマン - 内田雄馬
- 美雲・ギンヌメール - 小清水亜美
- カナメ・バッカニア - 安野希世乃
- レイナ・プラウラー - 東山奈央
- マキナ・中島 - 西田望見
- メッサー・イーレフェルト - 内山昂輝
- ミズキ・ユーリ - 美波わかな
- キース・エアロ・ウィンダミア - 木村良平
- ミラージュ・ファリーナ・ジーナス - 瀬戸麻沙美
- ロイド・ブレーム - 石川界人

本作オリジナルのキャラクターも登場する。
エリス・ベアトリックス（Eris Beatrix）
声 - ファイルーズあい
イプシロン財団所属の女性で、ほかの財団所属メンバーに虐げられたことから、「歌の力」を解き明かして兵器転用をもくろむ。

#### トラブル（Shooting Insight）
2024年3月12日、PlayStation 4およびPlayStation 5用のパッケージ版でヴァイスシュヴァルツPRカードが未封入になっていたことが発表され、後日発送用の専用フォームへの情報入力が呼びかけられた。
発売前日の2024年3月13日には、一部動作の不具合が発覚したとしてSteam版の配信開始を延期することが発表され、同年3月28日に配信が開始されることになった。

#### 評価・売上（Shooting Insight）
『週刊ファミ通』クロスレビューの点数は7/7/7/8の平均7.3で、ゲームシステムや難易度選択などの配慮が評価されている一方、演出面での難点なども指摘されている。
2024年3月11日から17日までの週間販売数ランキングでは、6,961本で初登場第7位となった。

## 携帯ゲーム機

### マクロス スペースファイト
1983年、タカトクトイスより発売。シューティング。テレビシリーズの玩具スポンサー、タカトクトイスのLSIゲームシリーズ。

### マクロスII
1984年、タカトクトイスより発売のポケットゲーム第2弾。シューティング。

### 超時空要塞マクロス アームド01を守れ!
1985年、バンダイより発売のポケットゲーム。 シューティング。

### 超時空要塞マクロス バルキリー発進せよ!!
1985年、バンダイより発売のポケットゲーム。シューティング。

### マクロス7 -銀河のハートを奮わせろ!!-
2000年3月発売。ゲームボーイカラー用。エポック社。カートリッジ。
『マクロス7』のゲーム化作品。横スクロールシューティングゲームだが、ボス戦はリズムシューティング（一種の音楽ゲーム）になる。

### 超時空要塞マクロス トゥルーラブソング
2000年3月発売。ワンダースワン用。レイアップ（アップスター）。カートリッジ。
オリジナルのマルチエンディングアドベンチャーゲーム（恋愛要素あり）。

### マクロスエースフロンティア
2008年10月9日発売。PlayStation Portable用。開発はアートディンク、販売はバンダイナムコゲームス。UMD。
『超時空要塞マクロス』、『超時空要塞マクロス 愛・おぼえていますか』、『マクロスプラス』、『マクロス7』、『マクロスF』、『マクロス ゼロ』から50種類以上の機体、30人以上のキャラクター、60面以上のミッションが登場する3Dアクション。原作アニメのストーリーに沿ってミッションが展開される。1人プレイだけでなく、無線通信により2人から4人での協力プレイ、対戦プレイも可能。

### マクロスアルティメットフロンティア
2009年10月1日発売。PlayStation Portable用。開発はアートディンク、販売はバンダイナムコゲームス。UMD。
『マクロスエースフロンティア』の続編。前作に登場した6作品に加え『超時空要塞マクロス Flash Back 2012』、『マクロス ダイナマイト7』、『マクロス VF-X2』、『マクロスM3』、『超時空要塞マクロスII -LOVERS AGAIN-』からも機体が登場（『マクロスダイナマイト7』はストーリーも収録）する。また、前作では前半部分のみの収録だった『マクロスF』がアニメ最終話まで収録され、『超時空要塞マクロス』はテレビ版と劇場版がそれぞれ独立したストーリーとして収録され、機体のみの収録だった『マクロス ゼロ』が本格参戦している。登場機体は100種類以上、ミッション数は140以上と「マクロス」のゲーム史上最大のボリュームを有する。

### マクロストライアングルフロンティア
2011年2月3日発売。PlayStation Portable用。開発はアートディンク、販売はバンダイナムコゲームス。UMD。
PSPのシリーズ第3弾。前作の収録作に加え、『超時空要塞マクロスII』、『劇場版 マクロスF 虚空歌姫 〜イツワリノウタヒメ〜』が本格参戦し、新機体や新キャラクターが追加されている。また、アドベンチャーゲームの「学園モード」が追加されオリジナルキャラクターの作成・育成ができるようになった。

### マクロスΔスクランブル
2016年10月20日発売。PlayStation Vita用。開発はアートディンク、販売はバンダイナムコエンターテインメント。Vitaカード / ダウンロード。
PS Vitaのシリーズ第1弾。『マクロスΔ』を題材にしているが、『超時空要塞マクロス』や『マクロスF』などのシリーズ作品からもキャラクターや機体がゲスト参戦する。

## アーケードゲーム

### 超時空要塞マクロス (アーケードゲーム)
1992年。開発はNMK、販売はバンプレスト。
縦スクロールシューティング。開発元のNMKの作品『サンダードラゴン』のシステムを流用した作品。1プレイヤー側が一条輝、2プレイヤー側がマクシミリアン・ジーナス。基本的に劇場版『超時空要塞マクロス 愛・おぼえていますか』のストーリーを踏襲している。作曲は高見龍が担当。
2024年12月26日、アーケードゲーム復刻プロジェクト『アーケードアーカイブス』より『アーケードアーカイブス 超時空要塞マクロス』としてNintendo SwitchとPlayStation 4で配信が開始された。

### 超時空要塞マクロスII
1993年。開発はNMK、販売はバンプレスト。
スコアアタック式横スクロールシューティング。『超時空要塞マクロスII -LOVERS AGAIN-』のストーリーを踏襲。最初に3つあるコースの中からプレイしたいコースを選ぶ。制限時間内にスコアノルマをクリアする方式。時間内に規定の得点を上げられなかった時は、ゲームオーバーになる。2人協力プレイの時も１人プレイの時と内容は同じであり、1P側と2P側で稼いだ得点は共有される。開発には『ゲーメスト』が協力しており、タイトルの前にロゴが表示される。『ゲーメスト』誌上ではスコアアタックコンテストが開かれた。
| 操作方法    | 操作方法   |
| ----------- | ---------- |
| 8方向レバー | 自機の操作 |
| Aボタン     | ショット   |
| Bボタン     | 核反応弾   |

作曲は、HIDE-KAZ、並木学、ひろの3人が担当している。

2024年12月26日、アーケードゲーム復刻プロジェクト『アーケードアーカイブス』において本作を配信することが発表された。2025年7月10日よりNintendo SwitchとPlayStation 4で配信。

### MACROSS PLUS
1996年。開発はMOSS、販売はバンプレスト。

縦スクロールシューティング。VF-11（オリジナルパイロット）、YF-19（イサム・ダイソン）、YF-21（ガルド・ゴア・ボーマン）から機体を選択する。ゲームの仕様はいわゆる東亜プランシューティングに近い。石柱やビルなど、高層の構築物の描写に特徴がある。宇宙ステージに謎の艦隊系の敵が出現したり、自機の一体であるVF-11の色が黄色でパイロットがオリジナルキャラクターになっていたり、自機が謎のビームを使ったりといった、原作とはかけ離れたほぼオリジナルの構成となっている。難易度は3作中もっとも高い。

## パソコンゲーム

### ミス・マクロス
1983年発売。PC-8801mkII / FM-7。テクノポリスソフトより発売。カセットテープ。テレビシリーズキャラクターのパズル集。

### 超時空要塞マクロス カウント・ダウン
1984年発売。MSX、X1turbo、PC-8801mkII用。ボーステックより発売。カセットテープ版（MSX、X1）、フロッピー版（PC-8801Mk.II、X1）、カートリッジ版（MSX）。
横スクロールシューティングゲーム。テレビ版一条輝のVF-1Jを操り3形態を駆使しながらゼントラーディ軍と戦う。最終面までに、ミンメイを含む敵の捕虜となっている捕獲カプセルをすべて回収すると、クリア後、一枚絵のミンメイが現れる。ボーステックは以降も「マクロス」のゲーム化に関わっている。
PROJECT EGG設立時期に第12回ラインナップにてMSX版とPC-88版を配信されていた時期があったが版権問題の理由で短い期間で配信中止になった。

### 超時空要塞マクロス リメンバー・ミー
1993年3月発売。PC-9801用。ファミリーソフトより発売。フロッピー。
シミュレーション。『超時空要塞マクロス』をベースにしたオリジナル・サイドストーリー。ストーリーベースはテレビ版と劇場版を混ぜたものである（火星に着陸して物資補給などがある）。戦場の駒を動かす戦術モードと、マクロス艦内の兵器開発などを進める戦略モードがある。機体ごとに相性や最適な戦闘距離があり、相性の合わない敵と戦うと簡単に全滅する。資源は有限のため、機体が撃破されると修理にリソースを裂かれることになり、新兵器開発が遅れ、終盤のステージで強力な機体が使えなくなるため、先を見据えた戦略を立てる必要がある。ファミリーソフト系の「マクロス」ゲームで唯一デストロイドを操作でき、メデューサバルキリーが初登場する。説明書に漫画家安永航一郎の漫画が掲載されている。

### 超時空要塞マクロス スカルリーダー
1994年5月発売。PC-9801用。ファミリーソフトより発売。フロッピー。
『リメンバー・ミー』の続編。シナリオベースは劇場版のみとなっている。戦術モードと戦略モードの基本システムは変わらないが、戦術モードはシステムが一新され、小隊・艦船単位の戦いである戦術モード、小隊同士が接触したときに行う、機体を１機ずつ操作して戦う小隊戦闘が存在する。さらに一条輝を主人公としたアドベンチャー的艦内モードが追加されている。

### 超時空要塞マクロス ラブストーリーズ
1994年7月発売。PC-9801用。ファミリーソフトより発売。フロッピー。対艦攻撃任務に特化したファストパック「スタンピードパック」が初登場。その仕様上、下記『コンプリートパック』にも登場する。
ファミリーソフト3部作最後の作品であり、オリジナル主人公とヒロインたちによる、恋愛ストーリー的なキャンペーン型シナリオをもつ。スタンピードバルキリーやメデューサバルキリーの詳しい設定・設定画がついており、資料集的側面を持つ。

### 超時空要塞マクロス スカルリーダー・コンプリートパック
1995年7月。PC-9801用。『スカルリーダー』と『ラブストーリーズ』をカップリングした作品。システムのベースは『ラブストーリーズ』のものを使用しつつ、システム見直しが行われたほか、テレビ版『マクロス』の音楽をアレンジしたものがBGMに採用されている。

### マクロス SINCE1983
1998年10月発売。Windows 95/98用。レイアップ（アップスター）より発売。CD-ROM。
シミュレーション。マップ式戦術戦闘指揮ゲーム。『超時空要塞マクロス 愛・おぼえていますか』をストーリーのベースとしているが、キャラクターはすべてゲームオリジナルに差し替えられている。そのため、アニメのキャラクターはいっさい登場せず、各所の設定も大幅に異なっている。『超時空要塞マクロス』から『超時空要塞マクロス Flash Back 2012』『超時空要塞マクロスII -LOVERS AGAIN-』『マクロスプラス』、そして当時最新作であった『マクロス7』まで幅広い時代の歴代可変戦闘機が登場する。シナリオ展開によって入手できる機体が変化する。

### マクロス アナザーストーリー
1999年12月発売。Windows 95/98用。レイアップ（アップスター）より発売。CD-ROM。
シューティング+リアルタイムシミュレーション。『SINCE1983』と同じキャラクターを使用しているものの、その設定はまったく異なる一種のパラレルワールド。マクロスが冥王星宙域へフォールドしたあとの地球近辺での戦いを描く。戦闘はシミュレーションではなく、360度スクロールのシューティングゲームとなっている。

### 超時空要塞マクロスVO / 超時空要塞マクロスVOXP
2001年6月発売、Windows 98/Me用（VO）、2002年7月発売、Windows 98/Me/XP（VOXP）。ボーステック。CD-ROM。
3Dフライトシューティング。訓練モードとキャンペーンモードのほか、オンラインで最大8人の対戦機能あり。「VOXP」はWindows XP対応および追加要素を付加したマイナーバージョンアップ版。音楽はノイジー・ロークが担当。
『VO』の初回特典として、ニチモのVF-1S（ガウォーク、バトロイド）プラモデルが同梱されていた。

## ボードゲーム

### ツクダホビー シミュレーションゲームシリーズ
ツクダホビーより発売されたシリーズ。
DOG FIGHT（ドッグファイト）
1ユニット=1機として、宇宙空間での戦闘を行う。当時、もっとも難しく、リアルであると言われた航空機での戦闘シミュレーションゲーム「空戦マッハの戦い（エアーウォー）」をベースに、慣性や3次元モーメントの記録や再現を取り込んだため、ゲームの難易度はきわめて高く、1人のプレイヤーが2機以上を操作するのは困難であった。相当に慣れたプレイヤー同士でないと、接敵すらできずに時間が過ぎていくことが多い。
CITY FIGHT（シティーファイト）
DOG FIGHTのシステムで、大気圏内戦闘および地上戦（マクロス艦内での戦闘）を取り扱ったもの。
SPACE FOLD（スペースフォールド）
このゲームの説明書に多人数ナンパゲーム「マクロスライフ」が収録された。
1ユニット=1小隊とした戦略級シミュレーションゲーム。マクロスが太陽系外周から地球圏に帰艦するまでを取り扱う。
VF-1 VALKYRIE（バルキリー）

### 超時空要塞マクロス Love is Passing Away
バンダイ パーティージョイシリーズ No.48。

## カードゲーム

### マクロスクルセイド
バンダイの「クルセイドシステムカードシリーズ」の2人対戦型トレーディングカードゲーム (TCG) 。2009年6月の第1段より、2012年の第6段まで発売。

## レーザーディスク、VHD

### 超時空要塞マクロス SFチャレンジゲーム
1985年発売。開発は小学館ビデオ、販売は東芝EMI。

アドベンチャー。ビデオディスクのランダムアクセス機能を活かして、ビデオディスクプレーヤー本体のみで遊ぶことの出来る家庭用ゲームソフト。プレイヤーはリモコンでチャプターを選択しながらゲームを進行させていく。『超時空要塞マクロス 愛・おぼえていますか』のビデオ発売元でもあった小学館ビデオから、レーザーディスク方式とVHD方式の各ソフトが発売された。

## 携帯電話ゲーム

### 超時空要塞マクロス (携帯電話ゲーム)
2003年4月ダウンロード開始。NTTドコモ 504i、504isシリーズ向け。ボーステック・モバイル。
擬似3Dシューティング。i-mode用ゲーム配信サービス「i Game 大好き!」シリーズのひとつ。

### マクロスSP クロスデカルチャー!!!
2012年7月19日配信開始、2014年2月17日配信終了。スマートフォン用。BNDeNA。
ソーシャルシューティング（アイテム課金制）。DeNAが運営するMobageにて配信。Android端末（OS2.3.6以上）とiPhone 4以上端末（OS5以降）に対応。

### マクロスカードファイター
2014年2月14日配信開始。スマートフォン・フィーチャーフォン用。バンダイナムコゲームス。
ソーシャルカードバトルゲーム（アイテム課金制）。Mobageにて配信。Android 2.3以上、iPhone 3GS以上の端末に対応。2014年6月4日よりフィーチャーフォンに対応。

### 歌マクロス スマホDeカルチャー
2017年8月3日配信開始。2022年6月28日配信終了。スマートフォン用。DeNA。
リズムゲーム（アイテム課金制）。Android端末（OS4.4以上）とiPhone 5s以降（iOS 8以上）の端末に対応。

## タイピングソフト

### 超時空要塞マクロス 愛打
第1作『超時空要塞マクロス 愛打 タイピングバルキリー』は2002年7月発売、第2作『超時空要塞マクロス 愛打2 タイピングプロトカルチャー』は2003年1月発売。Windows 98/Me/2000/XP 用。SSIトリスター。CD-ROM。
ゲーム的要素のあるタイピング練習ソフト。計21ステージで、一条輝の訓練を通じてタッチタイピングを学べる。『愛打2』では選択機体数が13に増え、ムービーとともに劇場版ストーリーを体験できる。

## クロスオーバー作品

### スーパーロボット大戦シリーズ
シミュレーションRPG「スーパーロボット大戦シリーズ」のうち、以下に「マクロスシリーズ」の作品が登場する。本シリーズでは作品の登場を「参戦」と呼ぶ。
スーパーロボット大戦α
PlayStation、ドリームキャスト用。「マクロスシリーズ」初登場作品。『超時空要塞マクロス』、『超時空要塞マクロス 愛・おぼえていますか』、『マクロスプラス』が登場。
スーパーロボット大戦α外伝
PlayStation用。『超時空要塞マクロス』、『超時空要塞マクロス 愛・おぼえていますか』、『マクロスプラス』が登場。
スーパーロボット大戦D
ゲームボーイアドバンス用。『マクロス7』がシリーズ初登場。
第3次スーパーロボット大戦α 終焉の銀河へ
PlayStation 2用。『超時空要塞マクロス 愛・おぼえていますか』、『マクロスプラス』、『マクロス7』が登場。『7』は初の音声付き。
スーパーロボット大戦Scramble Commander the 2nd
PlayStation 2用。 『マクロス ゼロ』、『超時空要塞マクロス 愛・おぼえていますか』が登場。『ゼロ』はシリーズ初登場。
スーパーロボット大戦L
ニンテンドーDS用。 『マクロスF』がシリーズ初登場。
第2次スーパーロボット大戦Z 破界篇
PlayStation Portable用。『マクロスF』、『劇場版 マクロスF 虚空歌姫 〜イツワリノウタヒメ〜』が登場。初の音声付き。『イツワリノウタヒメ』は機体のみ登場。
第2次スーパーロボット大戦Z 再世篇
PlayStation Portable用。『マクロス7』、『マクロス ダイナマイト7』、『マクロスF』、『劇場版 マクロスF 恋離飛翼 〜サヨナラノツバサ〜』が登場。『ダイナマイト7』はシリーズ初登場。『サヨナラノツバサ』は機体のみ登場。
スーパーロボット大戦Card Chronicle
iOS、Android用。『超時空要塞マクロス』、『超時空要塞マクロス 愛・おぼえていますか』、『マクロスF』、『劇場版 マクロスF 虚空歌姫 〜イツワリノウタヒメ〜』、『劇場版 マクロスF 恋離飛翼 〜サヨナラノツバサ〜』が登場。
スーパーロボット大戦UX
ニンテンドー3DS用。『劇場版 マクロスF 虚空歌姫 〜イツワリノウタヒメ〜』、『劇場版 マクロスF 恋離飛翼 〜サヨナラノツバサ〜』が登場。
第3次スーパーロボット大戦Z 時獄篇
PlayStation 3、PlayStation Vita用。『マクロス7』、『マクロス ダイナマイト7』、『劇場版 マクロスF 虚空歌姫 〜イツワリノウタヒメ〜』、『劇場版 マクロスF 恋離飛翼 〜サヨナラノツバサ〜』が登場。
第3次スーパーロボット大戦Z 天獄篇
PlayStation 3、PlayStation Vita用。『マクロス7』、『マクロス ダイナマイト7』、『劇場版 マクロスF 虚空歌姫 〜イツワリノウタヒメ〜』、『劇場版 マクロスF 恋離飛翼 〜サヨナラノツバサ〜』が登場。
スーパーロボット大戦BX
ニンテンドー3DS用。『劇場版 マクロスF 虚空歌姫 〜イツワリノウタヒメ〜』、『劇場版 マクロスF 恋離飛翼 〜サヨナラノツバサ〜』、『マクロス30 銀河を繋ぐ歌声』が登場。『30』はシリーズ初登場。
スーパーロボット大戦X-Ω
iOS、Android用。『超時空要塞マクロス 愛・おぼえていますか』（2018年10月限定）、『マクロスプラス』（2019年6月限定）、『マクロス7』（2019年9月限定）、『マクロス ゼロ』（2020年6月限定）、『劇場版 マクロスF 恋離飛翼 〜サヨナラノツバサ〜』（2017年12月限定）、『マクロスΔ』（2017年11月限定）、『劇場版マクロスΔ 激情のワルキューレ』（2020年6月限定）が登場。『Δ』、『激情のワルキューレ』はシリーズ初登場。
スーパーロボット大戦Y
Nintendo Switch、PlayStation 5、Steam用。『マクロスΔ』（機体のみ）、『劇場版マクロスΔ 激情のワルキューレ』が登場。

### Another Century's Episodeシリーズ
アクションゲーム「Another Century's Episodeシリーズ」のうち、以下の作品に登場。
Another Century's Episode 2
PlayStation 2用。『超時空要塞マクロス』、『超時空要塞マクロス 愛・おぼえていますか』が登場。
Another Century's Episode 3 THE FINAL
PlayStation 2用。『超時空要塞マクロス』、『超時空要塞マクロス 愛・おぼえていますか』、『マクロスプラス』が登場。
Another Century's Episode:R
PlayStation 3用。『マクロス ゼロ』、『マクロスF』が登場。
Another Century's Episode Portable
PlayStation Portable用。『マクロスプラス』、『マクロスF』が登場。

## タイアップ作品

### ダウンロードコンテンツ
THE IDOLM@STER SP
PlayStation Portable用。 『マクロスF』のイベント「ギラサマ祭（カーニバル）」開催記念。ダウンロードコンテンツ（DLC）第17号のアイテムとして、ランカ・リーの「星間飛行」衣装やアクセサリーを配信（2011年3月31日まで）。
エースコンバット アサルト・ホライゾン
PlayStation 3、XBox 360用。『マクロス』30周年記念企画。F-14DにVF-1J一条輝機とVF-1Sロイ・フォッカー機のカラーリングを指定できるDLCを配信（日本限定）。
モンスターハンタークロス
ニンテンドー3DS用。『マクロスΔ』とのタイアップ企画。VF-31 ジークフリード風のオトモ装備「ニャルキリーウェポン」「ニャルキリーシリーズ」を生産するために必要なコラボクエスト「マクロスΔ・新たなる戦乙女達」を配信。

### ソーシャルゲーム
クイズRPG 魔法使いと黒猫のウィズ
ソーシャルゲーム。『マクロスF』の世界を舞台に、「マクロスシリーズ」歴代キャラクターが登場するコラボレーションイベント「マクロス〜星を繋ぐ精霊〜」を開催（2016年3月29日から4月28日まで）。
スクールガールストライカーズ
ソーシャルゲーム。『マクロスΔ』のワルキューレや歴代歌姫のステージ衣装を着用できる「マクロス × スクールガールストライカーズ 超時空コラボ」を開催（2016年8月10日から8月28日まで）。
アンジュ・ヴィエルジュ〜ガールズバトル〜
『マクロスΔ』のワルキューレとプログレスたちが共闘するコラボレーションイベント「友情クロスオーバー」を開催（2017年2月10日から2月28日まで）。
誰ガ為のアルケミスト
『マクロスF』とのコラボレーションイベント「タガタメノオト」を開催（2019年4月25日から5月16日まで）。
ビビッドアーミー
『マクロスΔ』とのコラボレーションを開催（2021年5月6日から5月19日まで）。
城とドラゴン
『マクロスF』とのコラボレーションイベントを開催（2021年8月31日から9月16日まで）。
ドラゴンポーカー
『マクロスF』とのコラボレーションイベントを開催（2021年9月20日から10月4日まで）。2022年10月3日から10月17日にかけて復刻イベントを開催。
共闘ことばRPG コトダマン
『マクロスF』『マクロスΔ』とのコラボレーションを開催（2021年10月28日から11月18日まで）。

### トレーディングカードゲーム
ヴァイスシュヴァルツ
2011年4月2日に『劇場版 マクロスF 虚空歌姫 〜イツワリノウタヒメ〜』のトライアルデッキ、2011年7月23日に『劇場版 マクロスF』のブースターパック、2024年1月25日に『マクロスΔ』のプレミアムブースターが発売。
ユニオンアリーナ
『超時空要塞マクロス Flash Back 2012』『マクロスプラス MOVIE EDITION』『マクロス7』『マクロスF』が参加し、2025年3月14日にスタートデッキとブースターパックが発売。

## 発売されなかったゲーム
米国のGameTeckがNINTENDO 64向けに「ROBOTECH:CrystalDreams」と命名された3Dシューティング開発していた時期があり、これをトミー（現・タカラトミー）が「超時空要塞マクロス アナザーディメンション」として日本で発売する予定が一時あった。しかしながらGameTek倒産により開発が停止され、日の目を見ることはなかった。